# Leopoldplein
Het Leopoldplein is een plein in de Belgische stad Hasselt. Het maakt deel uit van de Kleine Ring en ligt in het zuiden van het stadscentrum.

## Geschiedenis
In 1846 werden de stadswallen afgebroken en met de aanleg van een wandelboulevard gestart. Deze boulevard werd later de Kleine Ring, waarvan het Leopoldplein deel uitmaakt. Op 8 september 1849 kreeg het haar huidige naam, herinnerend aan de eerste koning der Belgen, Leopold I. De huizen rondom het plein werden opgetrokken in eclectische en neoclassicistische stijl. Twee opmerkelijke gebouwen waren het inmiddels afgebroken casino en het gesloopte huis Het Schuttershof.
Op het plein staat het Boerenkrijgmonument. Dit monument werd opgericht in 1898, honderd jaar nadat de Boerenkrijg plaatsvond. De zuil werd ontworpen door Alfons Baggen en Frans De Vriendt en de leuze "Voor God en Vaderland" op de zuil is afkomstig uit De Boerenkrijg (1853) van Hendrik Conscience. Ze werd bekroond met een bronzen beeld van een brigand. Voordat het Boerenkrijgmonument werd verplaatst van de Luikerpoort naar het Leopoldplein stond centraal op het plein een kiosk.
Het Leopoldplein is ook met moderne beelden versierd. Verder bevinden zich aan het plein een bushalte en enkele horeca-aangelegenheden.